# Крекінг-установки у Тіба (Maruzen)
Крекінг-установки у Тіба (Maruzen) — складові частини нафтохімічного майданчика концерну Maruzen, розташованого на протилежному від столиці країни узбережжі Токійської затоки.
Виробництво етилену на майданчику Maruzen в префектурі Тіба почалось в 1964-му. За п'ять років тут стала до ладу потужна установка парового крекінгу, здатна продукувати 300 тисяч тонн етилену на рік, а в 1994-му до неї приєдналось ще одне піролізне виробництво, споруджене компанією Keiyo Ethylene. Основним учасником останньої — 55 % — виступала саме Maruzen, тоді як іншими співвласниками з частками по 22,5 % були концерни Mitsui та Sumitomo (котрі при цьому мали у Тіба власні нафтохімічні майданчики, на потреби яких забирали 60 % продукції). В 2015-му Sumitomo викупила частку Mitsui, що повинно було пом'якшити наслідки закриття її піролізного виробництва.
Станом на 2018 рік потужність установки Maruzen становила 525 тисяч тонн етилену та 230 тисяч тонн пропілену на рік, тоді як Keiyo Ethylene могла продукувати 768 тисяч тонн етилену та 400 тисяч тонн пропілену. Як сировину обидві установки використовують газовий бензин, при цьому піролізу також може піддаватись певний обсяг вуглеводневих газів, передусім бутану. Так, станом на 2007-й установка Maruzen споживала 10 % ЗНГ та планувалось збільшити цей показник до 20 %.
Отриманий на установках етилен використовують на цілому ряді виробництв, серед яких можливо назвати:
- дві лінії поліетилену високої щільності компанії Keiyo Polyethylene загальною потужністю 165 тисяч тонн;
- лінії поліетилену низької щільності (147 тисяч тонн) та лінійного поліетилену низької щільності (50 тисяч тонн), що належать Ube-Maruzen (спільне підприємство на паритетних засадах Maruzen та Ube Industries);
- завод оксиду етилену (120 тисяч тонн) та етиленгліколю (125 тисяч тонн) компанії Nisso Maruzen (первісно спільне підприємство з Nippon і Teijin, що перейшло у 1990-х під повний контроль концерну Maruzen);
- завод мономеру вінілхлориду (200 тисяч тонн) компанії Keiyo Monomer.
Крім того, від 100 до 200 тисяч тонн етилену могло експортуватись Maruzen, передусім на азійські ринки.
Пропілен необхідний все тій же Sumitomo, яка має в Тіба три лінії поліпропілену загальною потужністю 420 тисяч тонн на рік і з середини 2010-х втратила власне джерело сировини.
Отримана під час піролізу бутилен-бутадієнова фракція спрямовується на розташовану в Тіба установку фракціонування компанії JSR. Остання спеціалізується в галузі синтетичного каучуку і тому зацікавлена у вилученні діолефіну — бутадієну.
Фракція С5 в підсумку потрапляє на установку фракціонування тієї ж компанії JSR у Касімі.